# Кудин, Александр Иванович
Александр Иванович Кудин — советский хозяйственный, государственный и политический деятель.

## Биография
Родился в 1935 году. Член КПСС.
Окончил МЭИ и АОН при ЦК КПСС.
До 1983 — мастер, заместитель начальника цеха, начальник цеха, заместитель директора, директор центрального ремонтно-механического завода «Мосэнерго».
В 1983—1986 — первый секретарь Волгоградского районного комитета КПСС города Москвы.
В 1986—1988 — заведующий отделом тяжелой промышленности и энергетики Московского городского комитета КПСС.
В 1988—1991 — председатель Комитета по охране окружающей среды исполнительного комитета Московского городского Совета депутатов трудящихся.
В 1991—2015 — ответработник Правительства Москвы, руководитель группы «Экология и энергетика» Общественного консультативного Совета РОО ветеранов государственного и муниципального управления города Москвы.
Делегат XXVII съезда КПСС.
Умер в 2016 году в Москве.

## Награды
- Орден Трудового Красного Знамени
- Орден Знак Почёта